# 春日井市立神屋小学校
春日井市立神屋小学校（かすがいしりつかみやしょうがっこう）は、愛知県春日井市神屋町にある公立小学校。

## 沿革
神屋地区の学校としては、明治13年（1880年）に神屋（かぎや）小学校が開校した。
明治20年（1887年）、当時の坂下村戸長・鈴木実太郎は、県下に先んじて廻間学校・神屋学校・坂下学校を合併し、坂下尋常小学校を坂下村に設置した。明治22年（1895年）に、坂下・廻間・神屋・上野村が合併し、神坂村と称することとなった。そこで学校も神阪尋常小学校（現坂下小学校）になった。明治28年には県下に先立って、高等科が設置された。神屋小学校は昭和54年（1979年）4月、坂下小学校の過大化解消（1学年7学級）と安全な通学路の確保のため、市内で31番目の学校として分離・独立し、開校した。

## 備考
- 校章の形は、「この地で日本武尊（やまとたけるのみこと）の使用していた草薙剣（くさなぎのつるぎ）が発見された」という伝承に由来し、これを図案化したものである。

## 周辺
学校周辺には田園地帯が広がり、付近には内津川が通る。

## 最寄駅
- JR中央線高蔵寺駅